# Entreferro
O entreferro  (também conhecido como air gap) é o termo utilizado, em circuitos magnéticos, para denominar o espaço entre o indutor e o circuito ferromagnético a que está acoplado. 
Por exemplo num motor, chama-se entreferro ao espaço entre o rotor e o estator.
Num indutor com núcleo ferromagnético, chama-se entreferro ao espaço entre os enrolamentos e o núcleo.
Apesar de ser inevitável, o entreferro nem sempre é uma característica parasita dos circuitos ferromagnéticos. Por exemplo, num inductor, o aumento do entreferro evita a saturação do núcleo, e diminui o efeito de Histerese magnética. Por outro lado, diminui a permeabilidade magnética (tipicamente para gases, uma vez que depende da substância que preenche o entreferro). 
Por outro lado, em motores, o entreferro é indesejado, uma vez que obriga a criação de um campo magnético mais intenso, para se induzir a mesma potência no rotor.